# فهرست ارزهای در گردش با نرخ ثابت
این فهرستی از ارزهای در گردش است که از نظام نرخ ثابت ارز پیروی می‌کنند.

## فهرست
| ارز ثابت                       | ارز مرجع          | نسبت ارز ثابت شده به ارز مرجع |
| ------------------------------ | ----------------- | ----------------------------- |
| آپسار آبخاز                    | روبل روسیه        | ۰٫۱                           |
| پوند آلدرنی (فقط سکه)          | پوند استرلینگ     | ۱                             |
| فلورین آروبا                   | دلار آمریکا       | ۱٫۷۹                          |
| دلار باهاما                    | دلار آمریکا       | ۱                             |
| دینار بحرین                    | دلار آمریکا       | ۰٫۳۷۶                         |
| دلار باربادوس                  | دلار آمریکا       | ۲                             |
| دلار بلیز                      | دلار آمریکا       | ۲                             |
| دلار برمودا                    | دلار آمریکا       | ۱                             |
| نگولتروم بوتان                 | روپیه هند         | ۱                             |
| مارک تبدیل‌پذیر بوسنی و هرزگوین | یورو              | ۱٫۹۵۵۸۳                       |
| دلار برونئی                    | دلار سنگاپور      | ۱                             |
| لو بلغارستان                   | یورو              | ۱٫۹۵۵۸۳                       |
| اسکودوی دماغه سبز              | یورو              | ۱۱۰٫۲۶۵                       |
| گیلدر کارائیب                  | دلار آمریکا       | ۱٫۷۹                          |
| دلار جزایر کیمن                | دلار آمریکا       | ۰٫۸۳۳۳۳*                      |
| فرانک سی‌اف‌ای آفریقای میانه     | یورو              | ۶۵۵٫۹۵۷                       |
| فرانک سی‌اف‌ای آفریقای غربی      | یورو              | ۶۵۵٫۹۵۷                       |
| فرانک اقیانوسیه                | یورو              | ۱۱۹٫۳۳۱۷۴*                    |
| فرانک کمر                      | یورو              | ۴۹۱٫۹۶۷۷۵                     |
| دلار جزایر کوک                 | دلار نیوزیلند     | ۱                             |
| کونای کرواسی                   | یورو              | ۷٫۵۳۴۵۰                       |
| کرون دانمارک                   | یورو              | ۷٫۴۶۰۳۸                       |
| فرانک جیبوتی                   | دلار آمریکا       | ۱۷۷٫۷۲۱                       |
| دلار کارائیب شرقی              | دلار آمریکا       | ۲٫۷۰                          |
| ناکفای اریتره                  | دلار آمریکا       | ۱۵                            |
| پوند جزایر فالکلند             | پوند استرلینگ     | ۱                             |
| کرون فاروئی                    | کرون دانمارک      | ۱                             |
| پوند جبل‌الطارق                 | پوند استرلینگ     | ۱                             |
| پوند گرنزی                     | پوند استرلینگ     | ۱                             |
| دلار هنگ کنگ                   | دلار آمریکا       | ۷٫۸۰                          |
| پوند جرسی                      | پوند استرلینگ     | ۱                             |
| دینار اردن                     | دلار آمریکا       | ۰٫۷۰۹                         |
| دلار کیریباتی                  | دلار استرالیا     | ۱                             |
| دینار کویت                     | دلار آمریکا       | ۰٫۲۹۹۶۳                       |
| لیره لبنان                     | دلار آمریکا       | ۱۵۰۷٫۵                        |
| لوتی لسوتو                     | رند آفریقای جنوبی | ۱                             |
| پاتاکای ماکائو                 | دلار هنگ کنگ      | ۱٫۰۳                          |
| روفیه مالدیو                   | دلار آمریکا       | ۱۰٫۲۸–۱۵٫۴۲                   |
| درهم مراکش                     | یورو              | ۱۰٫۶۹                         |
| پوند مانکس                     | پوند استرلینگ     | ۱                             |
| درام آرتساخ                    | درام ارمنستان     | ۱                             |
| دلار نامیبیا                   | رند آفریقای جنوبی | ۱                             |
| روپیه نپال                     | روپیه هند         | ۱٫۶                           |
| گیلدر آنتیل هلند               | دلار آمریکا       | ۱٫۷۹                          |
| ریال عمان                      | دلار آمریکا       | ۰٫۳۸۴۴۹*                      |
| بالبوآ پاناما                  | دلار آمریکا       | ۱                             |
| ریال قطر                       | دلار آمریکا       | ۳٫۶۴                          |
| پوند سنت هلن                   | پوند استرلینگ     | ۱                             |
| دبرای سائوتومه و پرنسیپ        | یورو              | ۲۴٫۵۰                         |
| ریال سعودی                     | دلار آمریکا       | ۳٫۷۵                          |
| لیلانگنی سوازی                 | رند آفریقای جنوبی | ۱                             |
| دلار تووالو                    | دلار استرالیا     | ۱                             |
| درهم امارات                    | دلار آمریکا       | ۳٫۶۷۲۵                        |

- * تقریبی